# Le Professeur Schnock
Pour les articles homonymes, voir Schnock.
Le Professeur Schnock (titre original : Professor Beware) est un film américain réalisé par Elliott Nugent et sorti en 1938.

## Synopsis
L'égyptologue Dean Lambert étudie Neferus, un personnage de l'Égypte Ancienne, grâce à des tablettes qu'il traduit. Il est convaincu que tomber amoureux le ruinerait comme cela a été le cas de Neferus, que son amour pour la fille du Pharaon a conduit à sa perte.

## Fiche technique
- Titre : Le Professeur Schnock
- Titre original : Professor Beware
- Réalisation : Elliott Nugent
- Scénario : Clyde Bruckman, Delmer Daves d'après une histoire de Crampton Harris, Francis M. Cockrell et Marian B. Cockrell
- Photographie : Archie Stout
- Montage : Duncan Mansfield
- Producteur : Harold Lloyd, Adolph Zukor
- Direction artistique : Albert S. D'Agostino
- Société de production : The Harold Lloyd Corporation
- Société de distribution : Paramount Pictures
- Format : Noir et blanc
- Genre : Comédie
- Durée : 93 minutes
- Dates de sortie :
  - États-Unis : 13 juillet 1938
  - France : 14 septembre 1938
  - Belgique : 11 novembre 1938

## Distribution
- Harold Lloyd : Professeur Dean Lambert
- Phyllis Welch MacDonald : Jane Van Buren
- Raymond Walburn : Juge James G. Parkhouse Marshall
- Lionel Stander : Jerry
- William Frawley : Snoop Donlan
- Thurston Hall : Mr. Van Buren
- Cora Witherspoon : Mrs. Pitts
- Sterling Holloway : le groom
- Charles Lane : Joe
- Frank Hagney (non crédité) : un marin